# Careliani

I Careliani (o Careliani di Russia; careliano: karjalaižet ) sono un gruppo etnico della Repubblica di Carelia, nella Federazione Russa. I Careliani di Russia hanno antenati in comune con il popolo finlandese risalenti all'era vichinga. A partire dal XIII secolo, comunque, i due gruppi hanno avuto decorsi culturali e storici diversi che si manifestano negli usi, nei costumi e nella lingua. È considerato un errore, oggi, pensare ai Careliani di Russia e a quelli di Finlandia come sottogruppi di un'unica etnia.

La bandiera dei careliani

## Storia

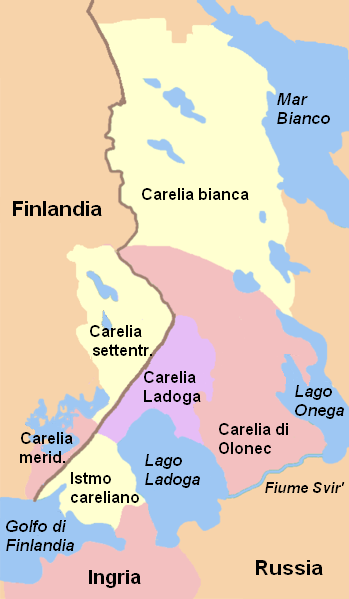
Suddivisioni tradizionali della Carelia.

I Careliani sono una delle tante tribù finniche vissute in Finlandia sin dall'età della pietra. Queste tribù sono poi state raggruppate in Vepsi, Ingriani, Careliani e Tavastiani. Durante l'era vichinga, i Careliani che vivevano intorno all'area del lago Ladoga vennero in contatto con i Finnici occidentali e con i Vichinghi.
Sin dal XIII secolo i careliani erano divisi in due gruppi contrapposti, quelli dell'est e quelli dell'ovest che si contrapponevano per il loro credo religioso: ortodossi ad est e cattolici ad ovest, in seguito luterani. Alcuni careliani furono cristianizzati e sottomessi dalla Svezia, altri da Novgorod. Ancora una volta i Careliani si suddivisero in due gruppi tra di loro ostili. Al regno di Svezia fu poi annessa una delle province careliane ortodosse durante il XVII secolo, ma molti dei careliani ortodossi rimasero sotto il giogo dei Russi, soprattutto quelli ad est. La tensione tra luterani svedesi e careliani ortodossi, portò poi ad una massiccia migrazione di questi ultimi verso le regioni di Tver in Russia (oggi minoranza Tver-Careliana).
Durante il XIX secolo i nazionalisti finlandesi videro nei Careliani di Russia i loro fratelli (brethren), nonostante questi avessero assunto una propria autonomia culturale e linguistica del tutto separata dall'etnia finlandese. I Careliani di Finlandia si considerano finlandesi come nazionalità e careliani come entità subnazionale.
Quando la Finlandia raggiunse la propria indipendenza nel 1917, solo una piccola frazione di Careliani orotodossi viveva nelle province finlandesi della Carelia. Queste erano popolate principalmente da finlandesi luterani. La Finlandia dovette poi cedere molte di queste terre all'Unione Sovietica durante la seconda guerra mondiale, quando 400.000 persone furono evacuate oltre i nuovi confini dell'Istmo careliano dalla Carelia dell'est.
Questi gruppi furono poi rapidamente assorbiti nella popolazione russa. È stato stimato che solo tra il 1959 e il 1970 il 30% di questi Careliani cambiò la propria identità da careliano a russo durante il censimento sovietico. Molti degli evacuati sono poi emigrati all'estero, soprattutto in Svezia, in Australia e in Nord America. Una larga parte di bambini finlandesi che erano stati evacuati dalla Finlandia verso la Svezia e la Danimarca provenivano da famiglie careliane che avevano perso le proprie abitazioni a seguito della guerra d'inverno.

## Lingua

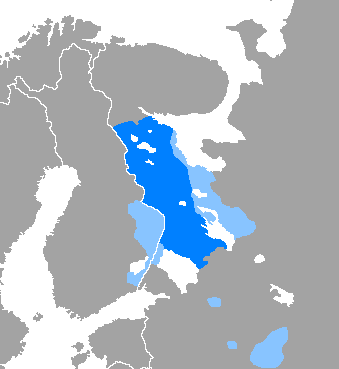
Mappa della lingua careliana.

La lingua careliana è strettamente correlata alla lingua finlandese. In particolare, per i linguisti finlandesi è un dialetto della stessa, sebbene la varietà della lingua parlata nella Carelia dell'est riconduce ad una lingua distinta. Il dialetto parlato nelle regioni a sud della Carelia è considerato parte dei dialetti sud-orientali della lingua finlandese. Anche il dialetto parlato nell'Istmo Careliano prima della seconda guerra mondiale e la lingua ingriana sono considerate parte di questo gruppo anche se spesso vengono erroneamente denominate "dialetto careliano". Il dialetto parlato nel nord della Carelia è considerato, invece, parte del dialetto savoniano.

## Religione
Molti Careliani sono cristiani ortodossi, in particolare quelli delle regioni russe. In Finlandia, alcuni di loro appartengono alla Chiesa Ortodossa Finlandese, mentre altri professano il luteranesimo.

## Demografia
Esistono molte enclavi di Careliani nell'oblast' di Tver della Russia, risultanti dalle migrazioni dopo la sconfitta della Russia contro la Svezia nel 1617; migrazioni che avvennero anche per evitare il pericolo di conversioni religiose forzate al luteranesimo.

## Cultura
La cultura e la lingua careliana furono di ispirazione per il movimento di Fennoman, e l'unificazione dell'est della Carelia (sotto il regno russo) con la Finlandia indipendente fu uno dibattiti più accesi durante il XX secolo in Finlandia.